# Attentat von Gioia Tauro
Als Attentat von Gioia Tauro, auch Blutbad von Gioia Tauro (italienisch: Strage di Gioia Tauro), wird das Attentat auf den italienischen Fernzug Palermo–Turin (Treno del Sole) am 22. Juli 1970 bezeichnet. Bei einer Explosion und der Entgleisung des Zuges, wenige hundert Meter vor dem Bahnhof von Gioia Tauro, verloren sechs Menschen ihr Leben. 66 Personen wurden verletzt.
Der Terroranschlag steht im Zusammenhang mit den Fatti di Reggio, einem von Mitgliedern des faschistischen Movimento Sociale Italiano geleiteten Volksaufruhr in der süditalienischen Stadt Reggio Calabria. Für den Anschlag werden sowohl Mitglieder der ’Ndrangheta wie auch die Avanguardia Nazionale verantwortlich gemacht.
Die genauen Umstände des Anschlags sind ungeklärt.